# Euphorbia angustifrons
Euphorbia angustifrons là một loài thực vật có hoa trong họ Đại kích. Loài này được Borbás mô tả khoa học đầu tiên năm 1886.